# Chapelle Sainte-Anne de Montgenèvre
La chapelle Sainte-Anne est une chapelle catholique française, située à Montgenèvre (Hautes-Alpes) dans le diocèse de Gap et d'Embrun.

## Historique et architecture
Située à l'entrée du village, elle a été remise en état en 2003.